# 阿里 (印第安納州)
阿里（英語：Ari）是位於美國印地安納州艾倫縣的一個非建制地區。該地的面積和人口皆未知。

## 地理
阿里的座標為41°15′49″N 85°14′58″W / 41.26361°N 85.24944°W，而該地的平均海拔高度為267米（即876英尺）。